# Chaim Hanft

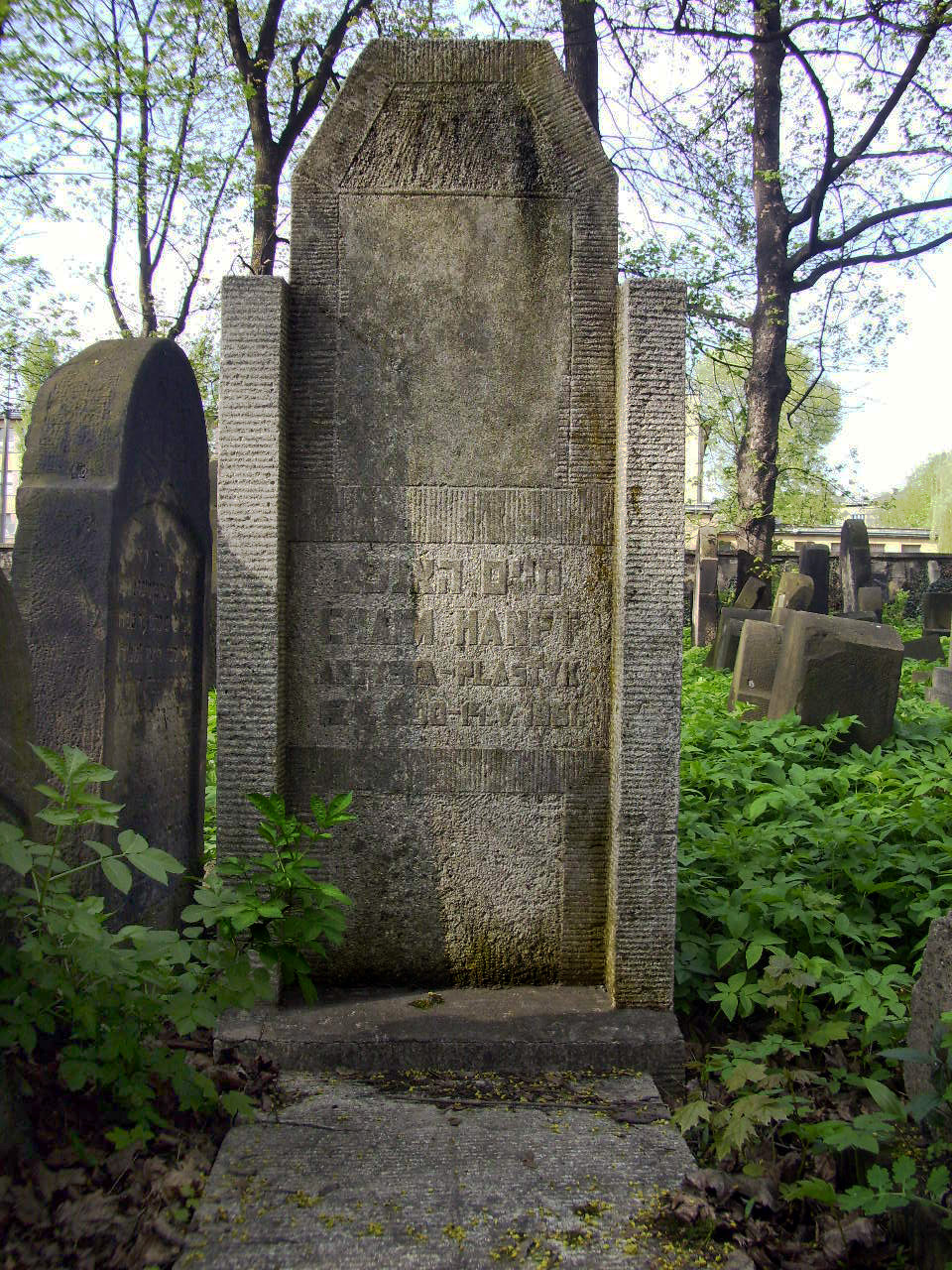
Grób Chaima Hanfta na nowym cmentarzu żydowskim w Krakowie

Chaim Hanft, notowana również forma Hanoft (jid. חיים האנפט; ur. 15 maja 1899 w Jedlińsku, zm. 14 maja 1951 w Krakowie) – polski rzeźbiarz żydowskiego pochodzenia, malarz, grafik, ilustrator książek i metaloplastyk. 
Naukę rzeźbiarstwa zaczął pobierając prywatne lekcje u  Henryka Glicensteina, a potem u Henryka Kuny. W roku 1916 wstąpił do warszawskiej Szkoły Sztuk Pięknych, studiując tam z krótką przerwą do 1918, kontynuując naukę do 1919 w Kunstakademie Düsseldorf. W 1920 i 1921 przebywał w Rosji Radzieckiej, najpierw w Taszkencie, a potem w Moskwie. Później wrócił do Warszawy i podjął działalność artystyczną, będąc jednocześnie nauczycielem rysunku w tamtejszym seminarium nauczycielskim oraz aktywnym uczestnikiem ruchów artystycznych - założył wraz z innymi twórcami Żydowskie Towarzystwo Krzewienia Sztuk Pięknych, później należał również do Czapki Frygijskiej. Okres okupacji Polski spędził w Związku Radzieckim, skąd przeprowadził się w 1946 do Wrocławia. W 1948 r. zaangażował się w organizację pawilonu żydowskiego w ramach Wystawy Ziem Odzyskanych.  
Hafnt uprawiał różne rodzaje sztuki, oprócz rzeźby także malarstwo, rysunek, grafikę (w tym plakat i ilustracje książek) oraz metaloplastykę. Był współtwórcą polichromii w synagodze w Będzinie (1926). Częstym tematem twórczości artysty były wątki związane z życiem i kulturą Żydów, a drugim - praca robotników i chłopów. Często sięgał też do scen biblijnych. 
Oprócz twórczości artystycznej Ch. Hanft prowadził też działalność polityczną. W 1919 wziął udział w berlińskim komunistycznym powstaniu Spartakusa, a w okresie międzywojennym był członkiem Komunistycznej Partii Polski.
Pochowany jest w alei głównej nowego cmentarza żydowskiego przy ulicy Miodowej w Krakowie.
Jedna metaloplastyka Hanfta sprzed 1939 r. znajduje się w zbiorach Muzeum Narodowego w Warszawie, kilka innych jest w kolekcji Żydowskiego Instytutu Historycznego.